# مولتنی
مولتنی (ایتالیایی: Molteni) یک تیم دوچرخه‌سواری در کشور ایتالیا بوده.
این تیم در سال ۱۹۵۸ تأسیس و در سال ۱۹۷۶ منحل شده‌است. این تیم در سال‌های ۱۹۶۶، ۱۹۷۱، ۱۹۷۲ و ۱۹۷۳ قهرمان بخش تیمی جیرو دیتالیا شده‌است.